# Marija Jurjewna Tolkatschowa
Marija Jurjewna Tolkatschowa (russisch Мария Юрьевна Толкачёва; * 8. August 1997 in Schukowski, Oblast Moskau) ist eine russische Rhythmische Sportgymnastin und Olympiasiegerin.
Bei den Olympischen Spielen 2016 in Rio de Janeiro gewann sie im Alter von 19 Jahren gemeinsam mit Wera Birjukowa, Anastassija Blisnjuk, Anastassija Maximowa und Anastassija Tatarewa die Goldmedaille im Mannschaftswettbewerb vor Spanien und Bulgarien.
Bei den Weltmeisterschaften gewann sie in den Jahren 2014, 2015 und 2017 insgesamt 5 Goldmedaillen und zwei Silbermedaillen. Bei den Europameisterschaften gewann sie in den Jahren 2014 und 2016 insgesamt 3 Gold- und eine Silbermedaille.
Sie gewann zwei Goldmedaillen bei den Europaspielen 2015 in Baku.
Tolkatschowa ist seit 2014 in der russischen Nationalmannschaft.

## Auszeichnungen
- 2015:  Verdienter Meister des Sports Russlands[2][3]
- 2016:  Orden der Freundschaft[2][4]